# Treffpunkt Kultur
Treffpunkt Kultur war ein österreichisches Kulturmagazin, das auf dem Fernsehsender ORF 2 von 1996 bis 2007 lief.

## Sendeplatz
Schon das Vorgängerformat 10½ (10 1/2), benannt nach der Sendezeit, wurde montags von 22:30 Uhr bis ca. 23:05 Uhr auf ORF 2 gesendet, zuletzt am 13. Mai 1996. Treffpunkt Kultur lief ab 3. Juni 1996 wöchentlich am Montagabend nach der Zeit im Bild 2 auf ORF 2 von 22:30 Uhr bis Mitternacht. Üblicherweise wurden in einer kurzen Live-Schaltung am Ende der ZiB 2 die Themen der Sendung angekündigt.
Die letzte Ausgabe von Treffpunkt Kultur lief am 26. März 2007. Das Nachfolgeformat debütierte am 16. April 2007: Das auf eine Stunde verkürzte Kulturmagazin hieß lebens.art, wurde fortan von Clarissa Stadler oder Martin Traxl präsentiert und wurde in TV-Programmen als „Lifestyle“ beschrieben, darauf folgte eine etwa halbstündige Dokumentation oder Reportage unter dem Titel art.genossen. Seit März 2008 ist lebens.art unter dem Namen Kulturmontag bekannt.

## Themen
Treffpunkt Kultur beschäftigte sich verlässlich mit Neuigkeiten bei den Aushängeschildern der österreichischen Hochkultur wie dem Wiener Burgtheater, der Wiener Staatsoper, den Salzburger Festspielen oder den Wiener Festwochen. Aber auch Pop- und Rockstars und Kino-Blockbuster gehörten zu den Themen der Sendung. Theater in allen Formen, Literatur, bildende Kunst, Film, Kabarett, Architektur wurden behandelt. Neben vorproduzierten Beiträgen gab es auch Live-Interviews mit Studiogästen, zu Zeiten von Barbara Rett meist an einem Stehpult. Auf einer Website gab es die Möglichkeit, an Chats mit Studiogästen und Verlosungen teilzunehmen.

## Moderation
Die erste Moderatorin der Sendung war von Juni 1996 bis Februar 1999 Karin Resetarits. Sie wurde von Barbara Rett abgelöst, die von März 1999 bis Dezember 2004 durch die Sendung führte. Ab Jänner 2005 präsentierten zunächst alternierend Erna Cuesta und Arwid Holtenau, bis Cuesta im Februar 2006 aufhörte. Von September 2006 bis zum Ende im März 2007 moderierte Patricia Pawlicki, die von der TV-Information des ORF für kurze Zeit in die Kulturabteilung wechselte, um die quotenschwache Sendung zu reformieren.

## Auszeichnungen
- 1997: Romy für die „Beste Programmidee“ an Wolfgang Lorenz für Treffpunkt Kultur
- 2003: Fernsehpreis der Österreichischen Erwachsenenbildung an Barbara Rett und Martin Traxl für Treffpunkt Kultur[7]

## Kritik
Treffpunkt Kultur wurde von Kommentatoren, etwa im Profil oder Falter, oft als abgehoben, langweilig und einem verstaubten Kulturverständnis verschrieben kritisiert. Ljubiša Tošić schrieb 2006 im Standard „Uns ist noch kein im engeren Sinne für Kunst Interessierter begegnet, der nicht über die Sendung flucht.“ und beklagte die spürbare Vorgabe, auch ein nicht kulturinteressiertes Publikum zu erreichen, und die Überforderung der Moderatoren bei Interviews durch ein zu hohes Vorbereitungspensum.